# 브로드캐스트 웨이브 포맷
브로드캐스트 웨이브 포맷(BWF, Broadcast Wave Format)은 널리 사용되는 미이크로소프트 WAV 오디오 형식의 확장이며 영화, 라디오 및 TV 제작에 사용되는 대부분의 파일 기반 비선형 디지털 레코더의 녹음 형식이다. 이는 1997년 유럽 방송 연맹에 의해 처음 지정되었으며 2001년과 2003년에 업데이트되었다. ITU 권장 사항 ITU-R BS.1352-3, Annex 1로 승인되었다.
이 파일 형식의 목적은 다양한 컴퓨터 플랫폼과 응용 프로그램 간에 사운드 데이터를 원활하게 교환할 수 있도록 메타데이터를 추가하는 것이다. 메타데이터 형식을 지정하여 오디오 처리 요소가 자신을 식별하고 활동을 문서화하며 다른 녹음과 동기화할 수 있도록 타임코드를 지원한다. 이 메타데이터는 표준 디지털 오디오 WAV 파일에 확장 청크(chunk)로 저장된다.
BWF는 국제 음향 및 시청각 아카이브 협회에서 권장하는 사운드 파일 디지털화 형식이다.
브로드케스트 웨이브 사양을 준수하는 파일의 이름은 파일 확장자 .WAV로 끝난다.

## 같이 보기
- WAV
- MXF